# Ходж, Перси
Перси Ходж — британский легкоатлет. На олимпийских играх 1920 года выиграл золотую медаль на дистанции 3000 метров с препятствиями с олимпийским рекордом — 10.00,4. Также на Олимпиаде 1920 года участвовал в командном беге на 3000 метров, однако не принёс очков своей команде. Чемпион Великобритании в беге на 2 мили с препятствиями в 1919, 1920, 1921 и 1923 годах.
Родился в семье сапожника Уильяма Джона Ходжа и его жены Гермионы Ходж. Также у него был старший брат Уильям.
Обладал исключительной техникой бега и преодоления препятствий. В качестве шоу он демонстрировал прохождение барьеров следующим образом. С подносом в руках, на котором были бутылка и стаканы с водой, он пробегал дистанцию с полным преодолением барьером и ямы с водой, при этом мог не пролить ни капли воды.